# Koena Mitra
Koena Mitra (Calcuta, 7 de enero de 1980) es una actriz y modelo india, reconocida por su participación en películas de Bollywood.

## Carrera

### Modelaje
Mitra comenzó su carrera como modelo en su adolescencia. En 2001 ganó el concurso de belleza Gladrags Mega Model India 2001. Más tarde se convirtió en una de las doce semifinalistas de Miss Intercontinental en Alemania. Con los años, Mitra ha participado en campañas publicitarias para marcas como Mirinda, Clinic All Clear y Maruti Alto. Ha participado en varias semanas de la moda en Milán y Beijing.

### Actuación
Apareció en algunos videos musicales como "Ishq" de Stereo Nation y "Aaj Ki Raat" y "Akh Teri" de Jasbir Jassi. Su primera aparición en cine fue en la película Road de Ram Gopal Varma. En 2004 integró en elenco de Musafir, junto a Anil Kapoor, Sameera Reddy y Aditya Pancholi. Más tarde apareció en éxitos comerciales como Ek Khiladi Ek Haseena y Apna Sapna Money Money.

## Filmografía

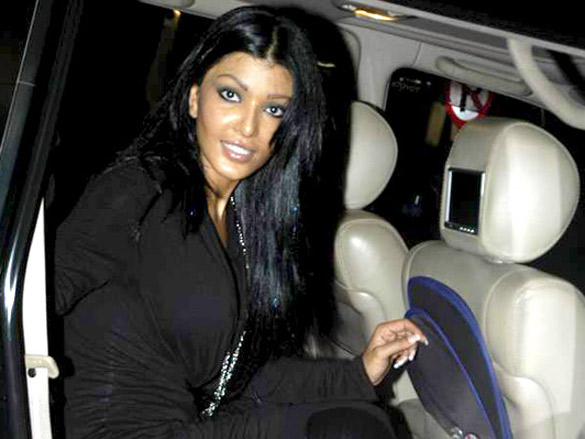
Koena Mitra en 2012.

- 2002 -	Road
- 2003 -	Dhool
- 2004 -	Musafir
- 2005 -	Ek Khiladi Ek Haseena
- 2005 -	Insan
- 2006 -	Apna Sapna Money Money
- 2007 -	Heyy Babyy
- 2007 -	Aggar
- 2008 -	Anamika
- 2009 -	Ayan
- 2010 -	Asal
- 2014 -	Dark Romance
- 2014 -	Bhai Land
- 2015 -	Besh Korechi Prem Korechi